# فیلیپ بایون
فیلیپ بایون (لهستانی: Filip Bajon؛ زادهٔ ۲۵ اوت ۱۹۴۷) کارگردان فیلم اهل لهستان است.

## گزیدهٔ فیلم‌شناسی

### سینما
- سرپیشخدمت (۲۰۱۸)
- عهدهای دوشیزه (۲۰۱۰)
- همبستگی، همبستگی... (۲۰۰۵)
- آغاز بهار (۲۰۰۱)
- پوزنان ۵۶ (۱۹۹۶)
- زیبا و ثروتمند بودن بهتر است (۱۹۹۳)
- عالی‌مقام (۱۹۸۷)
- نگرش تنگ‌نظرانه ۱۹۰۱ (۱۹۸۱)

### تلویزیون
- آغاز بهار (۲۰۰۲)
- خوشنام (۱۹۸۹)